# Virovitica (ancien comitat)
Le comitat (comté) de Virovitiça (en croate Virovitica / Virovitička županija ; en hongrois Verőce vármegye ; en allemand Komitat Virovititz  ; en latin Comitatus Verovitiensis) est un ancien comitat situé dans la région de Slavonie. Son chef-lieu était Virovitiça) puis Osijek.

## Géographie
Le comté de Virovitiça fait partie de la région de Slavonie dont il constitue la partie nord-ouest. Il correspond approximativement à la partie de la plaine de Pannonie située entre la rivière Drave au nord, les Monts de l'île pannonienne au sud et jusqu'à Osijek à l'est. 

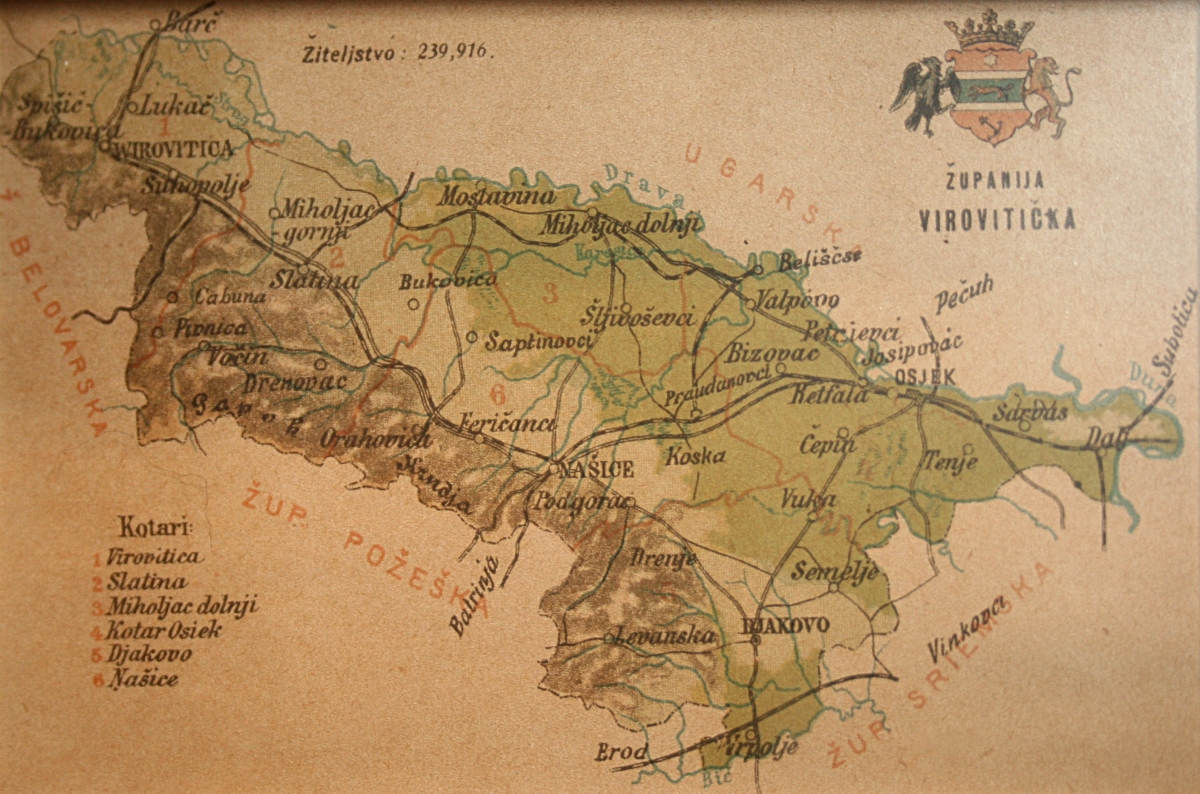
Le comté de Virovitiça et ses subdivisions

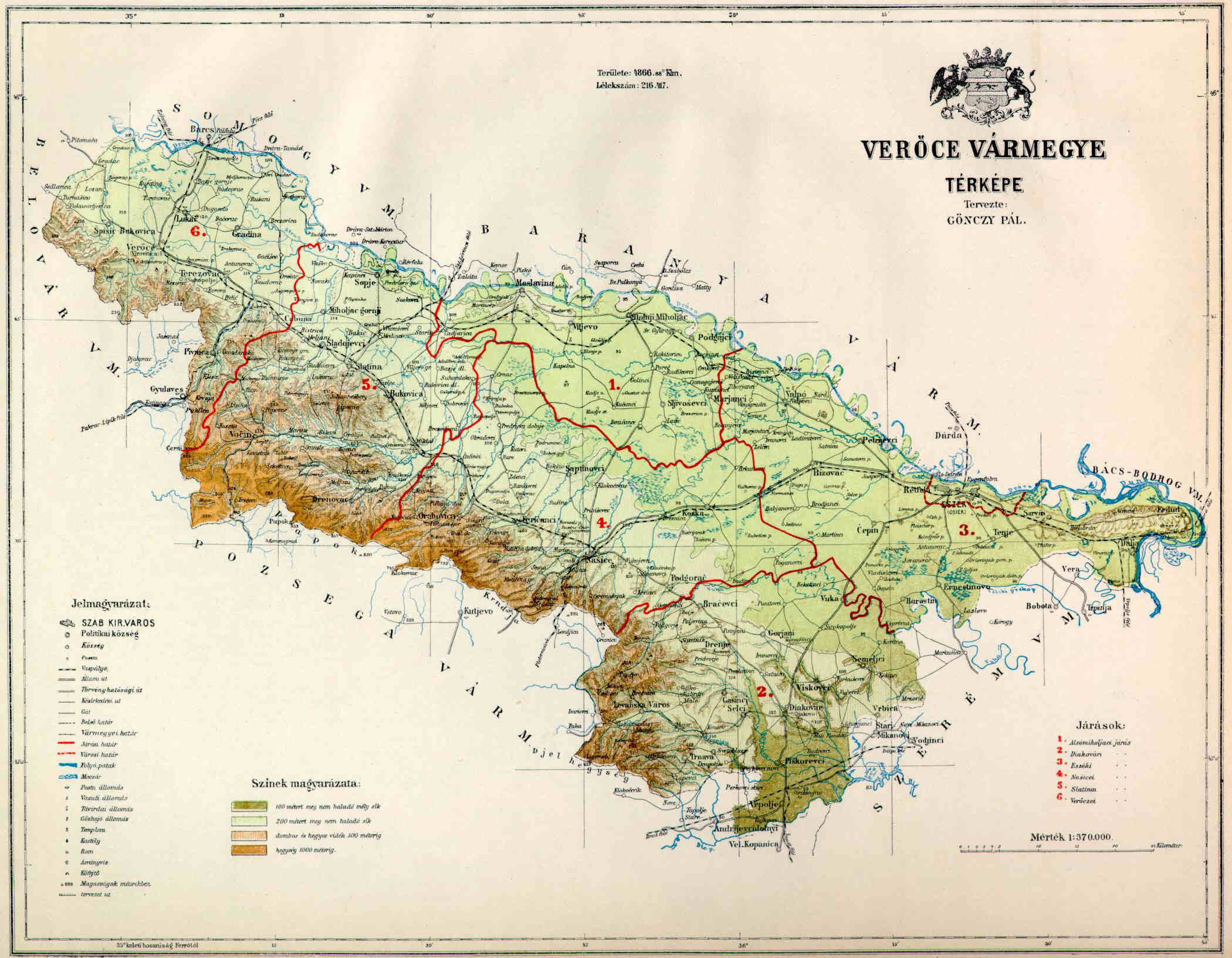
Le comté de Virovitiça et ses subdivisions en 1890

## Histoire
Ce comté fut intégré au royaume de Hongrie au XIIe siècle, puis rétabli en 1718 quand les Ottomans en furent chassés. Il fit partie d'abord du royaume de Slavonie puis du royaume de Croatie-Slavonie.